# Systém fotbalových soutěží v Itálii
Systém fotbalových soutěží v Itálii je souborem národních a regionálních turnajů zřízené federaci (FIGC).
Turnaje jsou rozděleny a organizovány do 9 úrovní, první 3 jsou v profesionální oblasti, zatímco zbývajících 6 jsou amatérské.
Nejvyšší ligu organizuje Lega Nazionale Professionisti Serie A, zatímco druhou ligu Lega Nazionale Professionisti B a třetí ligu Lega Italiana Calcio Professionistico. Celkový počet klubů ve třech ligách je 100, což činí největší na světě. Amatérské ligy pořádá Lega Nazionale Dilettanti, jejíž nejdůležitější turnaj je čtvrtá liga.
Turnaje jsou organizovány ve dvoukolové formě Každý s každým, ve které kluby hrají dvakrát (doma, venku). Body jsou přidělovány následovně: 3 body za vítězství (od roku 1994), žádný bod za porážku a 1 bod za remízu.
V případě rovnosti bodů v tabulce se při konečné klasifikace vezmou v úvahu tato kritéria:
- Zápasy mezi sebou
- Brankový rozdíl (vstřelené)
- Brankový rozdíl (obdržené)
- Nejvíc vstřelených branek
- Los

## Struktura
Systém využívá princip postupu a sestupu . První úroveň je Serie A a je tvořena 20 kluby. Druhá řada je Serie B a je tvořena také 20 kluby. Obě tyto ligy pokrývají celou Itálii.
Třetí stupeň je Serie C. Ta má tři skupiny po 20 klubech, které jsou rozděleny na skupiny severozápadní, severovýchodní a jižní.
Na čtvrté úrovni je Serie D, liga s devíti skupinami (ve kterých jsou kluby rozděleny podle geografického umístění). Pod nimi je dalších pět úrovní; tři z nich, Eccellenza, Promozione a Prima Categoria, jsou organizovány regionálními výbory Lega Nazionale Dilettanti a poslední dvě úrovně, Seconda Categoria a Terza Categoria, provinčními výbory.
Všech 100 klubů Serie A, Serie B a Serie C je profesionální .
|    | Profesionální                                                   | Profesionální                                                   | Profesionální                                                   | Profesionální                                                   | Profesionální                                                   | Profesionální                                                   |
| -- | --------------------------------------------------------------- | --------------------------------------------------------------- | --------------------------------------------------------------- | --------------------------------------------------------------- | --------------------------------------------------------------- | --------------------------------------------------------------- |
| 1. | Serie A (1 skupina celkem 20 klubů)                             | Serie A (1 skupina celkem 20 klubů)                             | Serie A (1 skupina celkem 20 klubů)                             | Serie A (1 skupina celkem 20 klubů)                             | Serie A (1 skupina celkem 20 klubů)                             | Serie A (1 skupina celkem 20 klubů)                             |
| 2. | Serie B (1 skupina celkem 20 klubů)                             | Serie B (1 skupina celkem 20 klubů)                             | Serie B (1 skupina celkem 20 klubů)                             | Serie B (1 skupina celkem 20 klubů)                             | Serie B (1 skupina celkem 20 klubů)                             | Serie B (1 skupina celkem 20 klubů)                             |
| 3. | Serie C (3 skupiny celkem 60 klubů)                             | Serie C (3 skupiny celkem 60 klubů)                             | Serie C (3 skupiny celkem 60 klubů)                             | Serie C (3 skupiny celkem 60 klubů)                             | Serie C (3 skupiny celkem 60 klubů)                             | Serie C (3 skupiny celkem 60 klubů)                             |
|    | Amatérské                                                       |                                                                 |                                                                 |                                                                 |                                                                 |                                                                 |
| 4. | Serie D (9 skupin celkem 166 klubů)                             | Serie D (9 skupin celkem 166 klubů)                             | Serie D (9 skupin celkem 166 klubů)                             | Serie D (9 skupin celkem 166 klubů)                             | Serie D (9 skupin celkem 166 klubů)                             | Serie D (9 skupin celkem 166 klubů)                             |
| 5. | Eccellenza (28 regionálních skupin celkem 463 klubů)            | Eccellenza (28 regionálních skupin celkem 463 klubů)            | Eccellenza (28 regionálních skupin celkem 463 klubů)            | Eccellenza (28 regionálních skupin celkem 463 klubů)            | Eccellenza (28 regionálních skupin celkem 463 klubů)            | Eccellenza (28 regionálních skupin celkem 463 klubů)            |
| 6. | Promozione (53 regionálních skupin celkem 866 klubů)            | Promozione (53 regionálních skupin celkem 866 klubů)            | Promozione (53 regionálních skupin celkem 866 klubů)            | Promozione (53 regionálních skupin celkem 866 klubů)            | Promozione (53 regionálních skupin celkem 866 klubů)            | Promozione (53 regionálních skupin celkem 866 klubů)            |
| 7. | Prima Categoria (105 regionálních skupin celkem 1 624 klubů)    | Prima Categoria (105 regionálních skupin celkem 1 624 klubů)    | Prima Categoria (105 regionálních skupin celkem 1 624 klubů)    | Prima Categoria (105 regionálních skupin celkem 1 624 klubů)    | Prima Categoria (105 regionálních skupin celkem 1 624 klubů)    | Prima Categoria (105 regionálních skupin celkem 1 624 klubů)    |
| 8. | Seconda Categoria (182 regionálních skupin celkem 2 321 klubů)  | Seconda Categoria (182 regionálních skupin celkem 2 321 klubů)  | Seconda Categoria (182 regionálních skupin celkem 2 321 klubů)  | Seconda Categoria (182 regionálních skupin celkem 2 321 klubů)  | Seconda Categoria (182 regionálních skupin celkem 2 321 klubů)  | Seconda Categoria (182 regionálních skupin celkem 2 321 klubů)  |
| 9. | Terza Categoria (232 regionálních skupin po celkem 1 841 klubů) | Terza Categoria (232 regionálních skupin po celkem 1 841 klubů) | Terza Categoria (232 regionálních skupin po celkem 1 841 klubů) | Terza Categoria (232 regionálních skupin po celkem 1 841 klubů) | Terza Categoria (232 regionálních skupin po celkem 1 841 klubů) | Terza Categoria (232 regionálních skupin po celkem 1 841 klubů) |